# The Colour of My Love
The Colour of My Love er et album af den Canadiske sangerinde Céline Dion, som blev udgivet den 9. november, 1993. Det er hendes tredje engelsksprogede album og det 18. samlet set. Albummet indeholder tre singler, som opnåede en førsteplads på de internationale hitlister: "The Power of Love", "Think Twice", og "To Love You More".